# Kołek stolarski

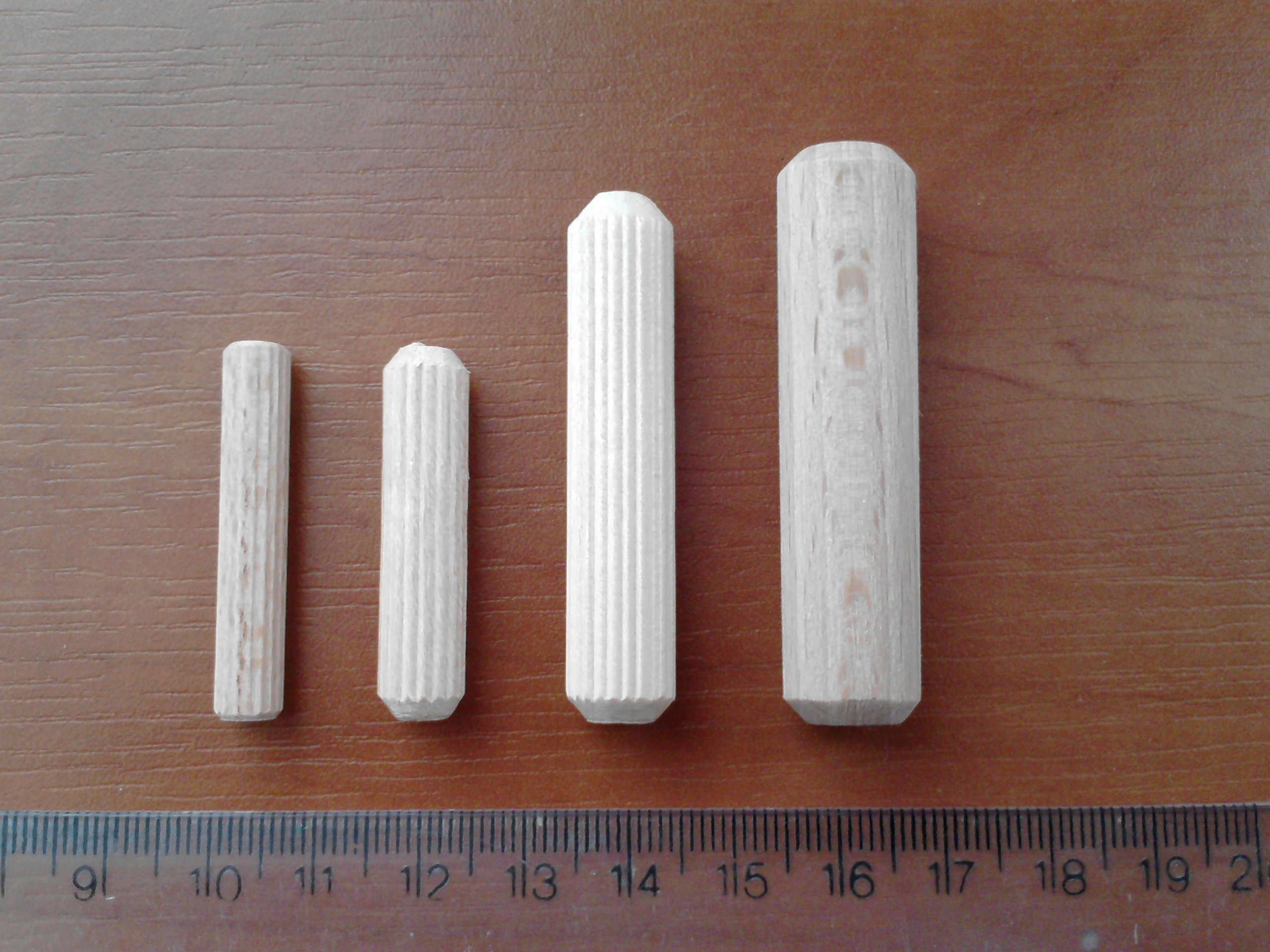
Kołki stolarskie o średnicach 6,8,10,12 mm

Połączenie dwóch elementów z drewna za pomocą kołka stolarskiego

Kołek stolarski, nazywany też kołkiem meblowym – element łączący w konstrukcji mebli szkieletowych i skrzyniowych.
Jest rodzajem łącznika, który jest najczęściej stosowany w przemyśle meblarskim do łączenia poszczególnych elementów mebla w całość.
Kołki produkowane są z drewna o dużej twardości i wytrzymałości - najczęściej z drewna dębowego lub bukowego.
Kołki stosowane w meblarstwie mają kształt walcowy i są gładkie bądź karbowane (ryflowane). Najczęściej wytwarzane kołki mają średnicę od 5 mm do 16 mm.

## Literatura
- W. Prządka, J. Szczuka, Technologia meblarstwa - podręcznik dla technikum, WSiP Warszawa 1986. ISBN 03-02-01682-9